# هیروموری هایاشی
هیروموری هایاشی (انگلیسی: Hiromori Hayashi; ۲۸ دسامبر ۱۸۳۱ – ۵ آوریل ۱۸۹۶) آهنگساز اهل ژاپن بود.